# Michel Quévit
 (mars 2013).
Si vous disposez d'ouvrages ou d'articles de référence ou si vous connaissez des sites web de qualité traitant du thème abordé ici, merci de compléter l'article en donnant les références utiles à sa vérifiabilité et en les liant à la section « Notes et références ».
 (mars 2013).
Améliorez-le ou discutez des points à vérifier. 
 (janvier 2015).
Michel Quévit, né le 11 octobre 1939 à Rebecq-Rognon et décédé le 10 avril 2021 à Louvain-la-Neuve, est un politologue et sociologue belge et militant wallon. 
Il est connu en tant qu'observateur de la Wallonie et de son économie. Il est entre autres l'auteur du livre Les causes du déclin wallon.

## Biographie
Il commence sa carrière professionnelle comme apprenti typographe (de 1954 à 1958)[réf. nécessaire]. Durant cette période, il milite en faveur des droits des jeunes travailleurs comme équipier fédéral de la JOC en Brabant wallon[réf. nécessaire]. Après son service militaire, il décide notamment sur le conseil de Mgr Cardijn[réf. souhaitée] mais aussi du directeur de l'Imprimerie du Marais où il travaillait, Marcel Van Massenhove, futur Président du groupe Almanijn de la Kredietbank[réf. souhaitée], de se lancer dans des études universitaires. Au terme de celles-ci, il obtient les grades de bachelier en philosophie de l'Institut Supérieur de Philosophie de l'Université catholique de Louvain[réf. nécessaire], de licencié en science politique (relations internationales) de la même université et de diplômé de l'International Teacher Program (ITP) de la Harvard Business School[réf. nécessaire]. 
À la fin de ses études en sciences politiques[Quand ?], et sous la direction du Professeur Jean Ladrière[réf. souhaitée], Michel Quévit rédige un mémoire consacré à la « phénoménologie des relations Est-Ouest ». Le Pr Jean Ladrière fut aussi pour lui un tuteur, qui lui permit d'affronter les difficultés inhérentes au fossé qui séparait son premier bagage intellectuel et la formation philosophique[réf. nécessaire].
Durant ses études universitaires de 1964 à 1968, il est un membre actif de la politique étudiante universitaire[réf. nécessaire] notamment lors de la question du transfert de la section francophone de l'UCL vers la Wallonie dont il fut un fervent partisan[réf. souhaitée]. Il est élu[Quand ?] Président du Cercle des Étudiants en Sciences politiques de l'UCL[réf. nécessaire] et ensuite[Quand ?] Président du MUBEF (Mouvement Universitaire belge des Étudiants francophones)[réf. nécessaire]. Ce mouvement réunit les associations des étudiants de toutes les universités et les grandes écoles de la partie francophone du pays[réf. souhaitée]. Ce dernier prit, lors de son congrès de 1966, une position ferme en faveur du transfert de l'UCL[réf. souhaitée]. Un des chevaux de bataille du MUBEF fut aussi la lutte pour la démocratisation des études universitaires permettant sur un plan financier notamment par le biais du système des bourses d'études, l'entrée à l'Université de candidats issus de milieux défavorisés[réf. nécessaire].
Michel Quévit s'oriente ensuite[Quand ?] vers la carrière universitaire comme chercheur au Centre de perfectionnement des entreprises[réf. souhaitée] (CPDE) créé par le professeur Michel Woitrin et dirigé par le professeur Philippe de Woot. Il y décroche une bourse d'études doctorales du Collège Inter universitaire des Sciences en Management[réf. souhaitée] (CIM) qui lui permet de perfectionner ses connaissances en sociologie des organisations à l'université du Wisconsin[réf. souhaitée] et en méthodologie en sciences politiques à l'université du Michigan[réf. souhaitée]. Il acquiert au terme de cette formation, le titre de docteur en sociologie de l'UCL en 1977[réf. nécessaire]. L'objet de sa thèse doctorale dirigée par le professeur Michael Aiken de l'université du Wisconsin, porte sur les déséquilibres régionaux en Belgique de 1830 à 1973[réf. souhaitée]. Celle-ci sera publiée en 1978 sous le titre Les causes du déclin wallon (EVO, Bruxelles, 1978) et est actualisée jusqu'en 1980 dans l'ouvrage La Wallonie, l'indispensable autonomie, (Éditions Entente, Paris, 1982)[réf. souhaitée]. Ces deux livres vont jouer un rôle important dans l'orientation de la politique wallonne ainsi que sur le processus de fédéralisation de l'État belge[réf. nécessaire]. 
Dès le début de sa carrière universitaire[Quand ?], il enseigne le cours de Développement régional à la Faculté Ouverte de Politique Économique et Sociale (FOPES) et ensuite à la Faculté des sciences économiques et sociales de l'UCL, enseignement qu'il assurera pendant plus de deux décennies. Il sera aussi chargé du cours consacré à la stratégie de l'entreprise enseigné aux classes terminales des ingénieurs au département des sciences et du séminaire relatif aux questions européennes au département des sciences politiques et sociales[réf. souhaitée].
Ses activités ne se sont pas limitées au domaine académique mais vu son itinéraire personnel, elles se sont naturellement orientées vers la sphère du politique. Membre du groupe Bastin-Yerna[réf. souhaitée], il participe aux travaux préparatoires de l'ouvrage : Quelle Wallonie ? Quel socialisme ? publié en 1971 ainsi qu'à la création du mouvement Objectif 72[réf. nécessaire] créé en France par Robert Buron et animé en Belgique par François Martou qui a assuré la coprésidence du Groupe B/Y au décès de Max Bastin. Ensemble, ils participent en 1970 à la première rencontre de la gauche européenne qui s'est tenue à Rome.[réf. souhaitée]
Il devient à cette époque membre du Comité de rédaction de la Revue Nouvelle[réf. souhaitée]. Un de ses tout premiers articles, dans le numéro spécial de la Revue Nouvelle : Faire un pays: l'Europe traite du bilan des politiques régionales de l'UE[réf. souhaitée]. Il y défend deux réformes institutionnelles : la « création d'un Sénat des régions à côté du Parlement européen et la création d'un État confédéral belge »[réf. souhaitée].
En 1978, il accepte la proposition de conseiller indépendant du premier Ministre-Président de l'Exécutif Régional Wallon, Jean-Maurice Dehousse[réf. nécessaire] où il prend une part active[réf. nécessaire] dans l'élaboration d'une politique de restructuration de l'économie wallonne marquée par le déclin de la sidérurgie ainsi que dans la mise en place des premières institutions régionales. Le Ministre Dehousse lui confie[réf. nécessaire], par ailleurs, la mission de négocier avec le français Edgar Faure la création du Conseil des Régions d'Europe et il participe activement[réf. nécessaire] aux travaux relatifs à la convocation de son assemblée constitutive qui s'est tenue à Louvain-la-Neuve en 1980 et qui sera co-présidée par Edgar Faure et Jean-Maurice Dehousse. Cette initiative préfigure l'actuel Comité des Régions mis en place sous la Présidence de la Commission européenne de Jacques Delors[réf. souhaitée]. Il devient[Quand ?] membre du Centre Européen de Développement Régional[réf. nécessaire] (CEDRE) mis en place à Strasbourg afin de servir d'appui intellectuel aux travaux du Conseil des Régions d'Europe.
En 1983, il participera au séminaire[réf. souhaitée] organisé par l'université internationale Menendez Pelayo sur le thème de la « Politica industrial regional en España » (Santander, 18 au 22 juillet) au cours duquel il donnera une communication sur le thème de la « politica industrial de las Comunidades Europeas - relaciones de los diversos niveles de décision : communitarios, nacionales y regionales estudio comparativo ».
En 1983, il est un des initiateurs du Manifeste pour la culture wallonne.[réf. nécessaire]
En 1984, dans le cadre de ses activités scientifiques, il s'intéresse à nouveau aux problèmes institutionnels belges et publiera avec les professeurs Robert Tollet de l'Université Libre de Bruxelles (ULB) et Robert Deschamps des Facultés universitaires Notre-Dame de la Paix (FUNDP) de Namur un mémorandum intitulé : Vers une réforme de type confédéral de l'État belge dans le cadre du maintien de l'unité monétaire[réf. souhaitée] qui obtient le prix de la SMAP 1984 octroyé par le Conseil Économique et Social de la Région Wallonne[réf. nécessaire] (CESRW) et qui aura un impact sur le contenu des réformes institutionnelles des années 1990[réf. nécessaire]. 
En 1984, à la demande de Philippe Aydalot[réf. souhaitée], professeur d'économie territoriale à l'université de la Sorbonne, il accepte de participer aux travaux du GREMI (Groupe de Recherche Européen sur les Milieux Innovateurs)[réf. souhaitée]. Le GREMI rassemblera une quinzaine d'équipe de chercheurs pluridisciplinaires qui se pencheront sur la problématique de l'innovation et du développement territorial en Europe[réf. souhaitée]. Au décès prématuré de Philippe Aydalot en 1987, il accepte de faire partie du groupe d'animation du GREMI[réf. souhaitée] composé de Roberto Camagni de la Boconi et de la Politechnico de Milan, de Denis Maillat de l'Université de Neuchâtel, d'Andrée Mattéaccioli de l'Université de la Sorbonne et de Jean-Claude Perrin de l'Université d'Aix-en-Provence. Il assurera cette mission jusqu'en 1999[réf. souhaitée]. Le GREMI sera à l'origine d'une abondante production scientifique dans le domaine du développement territorial et de la problématique des milieux innovateurs en Europe[non neutre].
En 1986, il, participe dans le cadre d'un projet de coopération scientifique entre la Belgique et le Canada à un stage de recherche auprès l'Institut canadien de recherche sur le développement régional (ICRDR)[réf. souhaitée] au Nouveau-Brunswick. De 1985 à 1987, il participera aux travaux du Groupe de travail mis en place par le Conseil de l'Europe sur la « dynamique culturelle dans le développement régional »[réf. souhaitée]. À ce titre, il prendra une part active[réf. nécessaire] dans l'animation du colloque de Namur de 1985 sur le thème « Interdépendance entre culture et économie au niveau régional » ainsi qu'à la réunion de la conférence organisée à Florence en 1986 à l'invitation de la Région Toscane sur le thème « Action culturelle et espace régional »[réf. souhaitée].
De 1978 à 1987, il participera[réf. souhaitée] en qualité d'expert de l'OCDE aux travaux sur le développement rural et plus largement ensuite à ceux consacrés au développement local et régional. Il exécutera à ce titre de nombreuses missions pour le compte de l'OCDE dans des pays membres (Italie, Grèce, Suède, États-Unis, Espagne, Portugal, etc.). Ses travaux auprès de l'OCDE donnent naissance à un nouvel ouvrage : Le pari de l'industrialisation rurale qui sera publié aux Éditions Régionales Européennes (ERESA) en 1986[réf. souhaitée].
Dans le prolongement de ses activités auprès de l'OCDE, il participe sous la houlette de Georges Christophe à la création de la Fondation Rurale de Wallonie[réf. nécessaire], antérieurement appelée Fondation du Sud-Est de la Belgique. Son objectif personnel est d'ouvrir le débat sur le développement rural à l'entièreté du territoire de la Wallonie[réf. nécessaire]. À ce titre, il participe aux travaux du Groupe IRMA[réf. souhaitée] créé et animé par Georges Christophe, qui sont à l'origine de la première politique de développement rural en Wallonie. Celle-ci se concrétisera par le lancement des opérations pilotes de rénovation rurale sur l'ensemble du territoire wallon.
En 1986, il est chargé par la Direction Générale de la Politique Régionale de la Commission des Communautés européennes[réf. nécessaire] de la préparation et de la rédaction du Rapport national belge dans le cadre du Programme communautaire consacré au lien entre les Objectifs de la Communauté en faveur du développement structurel ou de reconversion des régions et les objectifs de la politique européenne de recherche et de développement technologique (RTD)[réf. souhaitée]. 
De 1990 à 1993, il est expert auprès de la Direction de l’Industrie et de la Science de l’OCDE[réf. nécessaire] sur les problèmes de reconversion régionale dans les pays industrialisés et en 1994, à la suite de la chute des régimes communistes et de  l'ouverture des pays de l'Europe de l'Est, l'OCDE le sollicite[réf. nécessaire] pour rédiger une étude sur les problèmes de restructuration régionale dans les Pays d'Europe Centrale et Orientale. Il animera la première rencontre des gouvernements de ces pays qui s'est tenue à Maastricht afin d'examiner les questions relatives aux restructurations économiques et sociales que rencontrent les régions de ces pays[réf. souhaitée]. 
En 1990, à l'occasion de l'entrée du Portugal dans la Communauté européenne, le gouvernement portugais lui confie[réf. nécessaire] la mission d'élaborer la méthodologie d’évaluation du Cadre Communautaire d’Appui du Portugal, sorte de Plan Marhall dont l'objectif est de contribuer au rattrapage économique et social du pays. Il réalisera cette mission avec la collaboration du Professeur José-Maria Mella Marquez de l’Université Autonome de Madrid[réf. souhaitée].
De 1987 à 1992, il assure la mission de rapporteur général des Congrès de « La Wallonie au futur »[réf. souhaitée] initié par l'Institut Jules Destrée, qui seront à la base d'un véritable mouvement de réflexion sur le développement et l'avenir économique, social et culturel de la Wallonie[réf. nécessaire]. Ces différents congrès aborderont les thématiques suivantes : « le nouveau paradigme de son développement économique » (1987), « le défi de l'éducation » (1991), « les stratégies pour l'emploi » (1995) et « les problématiques de l'évaluation et de la prospective territoriale »(1998)[réf. souhaitée]. À ce titre, il exerce la Présidence du Comité scientifique[réf. nécessaire] chargé de coordonner la programmation de ces différents congrès auquel participe dans une démarche pluraliste des universitaires et des intellectuels issus de la plupart des institutions scientifiques et universitaire de la Communauté française de Belgique.
De 1992 à 2002, il sera désigné par le gouvernement belge membre du Conseil Supérieur de l'Institut universitaire européen de Florence[réf. nécessaire] dont la mission consiste à former des doctorants en histoire, en science économique, en science politique et en droit issus de tous les pays de l'Union Européenne. Il assurera la Présidence du Conseil Supérieur de l'Institut en 1997[réf. nécessaire].
Dès le début des années 1990, il s'implique activement[non neutre] dans la mise en œuvre des politiques de développement territorial dans l'Union européenne initiées par la Commission européenne dans le cadre de la mise en œuvre de la Réforme des Fonds structurels lancée par Jacques Delors[réf. nécessaire]. En 1989, Il participe à la conception du Programme STRIDE[réf. souhaitée] qui est le premier programme européen qui aborde les questions relatives aux politiques de développement scientifique et technologique en faveur des régions en Europe. 
Il est aussi chargé avec Jean Houard de l'IRES d'étudier « les conséquences socio-économiques de l'achèvement du marché intérieur pour les régions de tradition industrielle de la Communauté européenne » (RETI).[réf. souhaitée] Cette même approche est ensuite étendue au « développement des régions européennes les plus défavorisées » et cette étude est réalisée dans le cadre du GREMI.
Il crée en 1983 au sein de l'UCL, le RIDER[réf. nécessaire] (Groupe de Recherche Interdisciplinaire en Développement Régional) dont l'objectif principal est de mener des recherches scientifiques et des expertises dans le domaine du développement régional en Europe (voir en annexe un aperçu des travaux du RIDER). Dans le cadre de ses fonctions de directeur du RIDER, il assurera plusieurs missions[Lesquelles ?] auprès de différentes Directions générales de la Commission européenne, notamment auprès de la DG XVI (Politiques Régionales) pour l'élaboration de propositions de création d'emplois dans le cadre des Fonds Structurels (1995), de la DG XII (Science et Technologie) et de la DG XVI (Politique Régionale) pour l’élaboration et l’évaluation du programme communautaire relatif à l’articulation de la Politique de Recherche et de Technologie de la Communauté aux objectifs de reconversion et de développement structurel des Régions, ainsi que de la DG XII - (Science et Technologie) pour l’évaluation des programmes en science et technologie de l'Espagne et de la Grèce dans le cadre du Programme STRIDE 1991)
De 1996 à 1997, il sera membre de la Task Force « Regional Development » du Gouvernement de Pologne[réf. nécessaire]. Dans ce contexte, il traitera des orientations de la politique régionale européenne au cours de séminaires dans les Universités de Poznań, de Lodz ainsi qu'à l'Université Jagelone de Cracovie et à l'Académie économique de Cracovie[réf. souhaitée].
En 1995, la DG XII[Quoi ?] de la politique régionale de la Commission européenne le désignera membre du Comité de Suivi d'E.B.N[réf. nécessaire] (European Business Innovation Centers Network). Ce réseau réunit les centres d'entreprises et d'innovation (BIC) créés sous la houlette de la Direction générale de la politique régionale de la Commission. Il assurera par la suite la fonction de CEO d'EBN de 1998 à 2000[réf. nécessaire]. Il démissionnera volontairement de cette fonction à la suite du rejet par le Conseil d'administration de son plan d'assainissement budgétaire voulant résoudre les problèmes financiers résultant des politiques dispendiaires menées avant son arrivée à cette fonction et dont il avait reçu l'héritage[réf. souhaitée]. 
En 2001, le Comité des Régions le désigne Rapporteur de son projet d'avis sur « la communication de la Commission européenne relative aux services d'intérêt général ».[réf. nécessaire]
En 2003, la Commission européenne lui confie la rédaction du rapport de prospective sur la politique des Fonds structurels à l'horizon 2007 - 2013[réf. nécessaire] sous la direction du Comité des Régions. Ce rapport définit les lignes directrices de la stratégie européenne de la programmation des Fonds structurels qui inscrira la « coopération transrégionale et interrégionale » comme un des objectifs majeurs de la politique européenne de cohésion économique et sociale au même titre que la compétitivité territoriale et la convergence économique et sociale des régions de l'Union européenne[réf. souhaitée].
De 2003 à 2005, il participe en qualité d'expert[réf. nécessaire] au Programme de coopération de l'UNESCO : « Amérique latine - Europe » centré sur le partage et la diffusion d’expériences et de méthodes innovantes de développement local et régional entre l’Union européenne et l’Amérique Latine auquel participeront des régions de plusieurs pays latino-américains : Brésil, Bolivie, Colombie, Chili, Équateur et Mexique[réf. souhaitée]. Dans ce contexte, il participera notamment au Forum International Europe-Amérique latine de l’UNESCO qui s'est tenu à Puebla, au Mexique, en 2003 et il y fera une communication sur le thème du management territorial : démarche, contenu, fonctionnement et organisation du développement territorial[réf. souhaitée]. 
Depuis 2005, il s'intéresse tout particulièrement à la problématique de la culture - l'Europe[réf. nécessaire] et les territoires et à une réflexion sur ces enjeux pour le devenir de la construction européenne. Dans ce contexte, il collabore[réf. souhaitée] aux travaux du Relais Culture - Europe créé et présidé par Catherine Lalumiére qui fut ministre de la culture du gouvernement français, Présidente du Conseil de l'Europe et Vice-Présidente du Parlement européen. Dans ce cadre, il a mené un travail de réflexion sur les implications des projets culturels dans la politique des Fonds structurels européens et tout particulièrement dans la mise en œuvre de la Programmation 2007-2013[réf. souhaitée]. Toujours dans le cadre des travaux du Relais Culture Europe, il a donné de nombreuses conférences[Combien ?] et participer à des travaux d'échanges et de réflexion avec les acteurs culturels[réf. nécessaire]. En 2009, il sera un des membres fondateurs de l'Institut pour la coopération culturelle dans l'Union européenne : E.T.C. - Europe Territoire Culture[réf. nécessaire]. Sur un plan plus politique, il est un ardent défenseur[réf. nécessaire] de la reconnaissance de la culture comme compétences à part entière de l'Union Européenne et pour l'inscription de cette compétence dans l'article 2 du Traité Européen[réf. souhaitée].

## Distinctions
Officier du Mérite wallon (O.M.W.) 2012

## Publications

### Ouvrages et collaboration d'ouvrage
- Michel Quévit, La Wallonie, l'indispensable autonomie, Paris, Éditions Entente, 1982, 190 p. (ISBN 978-2-7266-0059-7)
- Les causes du déclin wallon, Ed. EVO, Bruxelles, 1978 -  (ISBN 2870031238).
- Le pari de l'industrialisation rurale, Éditions Régionales Européenne (ERESA), Genève, 142p. (ISBN 2882170019) édité erroné.
- Impact de 1992 : Les Régions de Tradition Industrielle, en collaboration avec Jean Houard, Stéphan Bodson et Alain Dangoisse, Coll. Ouverture Economique, Ed. De Boeck - Bruxelles, 650 p. (1991)  (ISBN 2-8041-1466-X).
- Regional Development trajectories and the attainment of the internal market, Ed. Gremi, Paris,  (ISBN 2-906198-01-3).
- Roberto Camagni et Michel Quévit, Politique d'innovation au niveau local, Ed. GREMI et Université de Padova - Italie (1992), Ed. du Gremi, Paris.
- Réseaux d'innovation et milieux innovateurs : un pari pour le développement régional, Ed. IRER/EDES, Neuchâtel - 1993- édité avec D. Maillat et L. Seen.  (ISBN 2 8305 03090). 375p.
- Michel Quévit et Peter Dicken, Transnational corporation and European Regional restructuring - Netherlandse Geographical Studies - Utrecht - 1994
- Michel Quévit, Flandre - Wallonie Quelle solidarité ? : De la création de l’État belge à l’Europe des Régions, Charleroi, Belgique, Éditions Couleur livres, 2010, 184 p. (ISBN 978-2-87003-536-8)